# Strip (indumento)
La strip è una maglia sportiva, di solito in poliestere, simile alla felpa, ma che va dal cavallo dei pantaloni fino al collo (intero), a maniche lunghe, apribile mediante cerniera completa sul davanti e può essere dotata di una o due tasche laterali esterne.
Si indossa sopra la maglietta o la camicia, è versatile e può essere indossata anche sopra il maglione o addirittura sopra un'altra strip.